# Benhamyia straznitzkii
Benhamyia straznitzkii är en tvåvingeart som först beskrevs av Maksymilian Nowicki 1875.  Benhamyia straznitzkii ingår i släktet Benhamyia och familjen vapenflugor. Inga underarter finns listade i Catalogue of Life.